# Jesper Sørensen (Fußballspieler)
Jesper Sørensen (* 10. Juni 1973 in Aarhus) ist ein ehemaliger dänischer Fußballspieler und derzeitiger Trainer.

## Karriere

### Spieler
Sørensen begann mit dem Fußballspielen in der Jugend von Aarhus GF. Dort rückte er 1991 in das Profiteam auf. Im weiteren Verlauf seiner Karriere spielte er für Ikast FS, den FC Kopenhagen sowie den Akademisk Boldklub. Zwischenzeitlich kehrte er immer wieder zu seinem Heimatverein AGF zurück, bei dem er 2006 seine Spielerkarriere beendete.

### Trainer
Ab 2009 sammelte er erste Erfahrungen als Co-Trainer bei AGF, bis er im Juni 2013 beim Absteiger aus der Superliga, Silkeborg IF, seinen ersten Cheftrainerposten übernahm. Sørensen führte Silkeborg in seiner Debütsaison 2013/14 aus der 1. Liga zurück in die Superliga. Nach 17 sieglosen Spielen in Folge wurde Sørensen im Dezember 2014 entlassen.
Im Sommer 2015 kehrte er für ein halbes Jahr als Co-Trainer zu AGF zurück. Dort trat er im Dezember 2015 nach der Verpflichtung von Glen Riddersholm als Cheftrainer von seinem Posten zurück. Anschließend trainierte er bis 2018 den FC Fredericia in der 1. Division. Bei Fredericia beendete er die Spielzeiten jeweils auf einem sicheren Platz im Mittelfeld der Tabelle.
Im Sommer 2019 wurde Sørensen Assistenztrainer bei Brøndby IF. Nach dem Gewinn der ersten Meisterschaft seit 16 Jahren verließ er Brøndby im Sommer 2021, um die dänische U-21-Nationalmannschaft zu übernehmen. Trotz der verpassten Qualifikation für die Europameisterschaft verlängerte der dänische Fußballverband im Dezember 2022 seinen Vertrag.
Im Januar 2023 übernahm Sørensen das Amt des Cheftrainers bei Brøndby. Er unterschrieb dort einen Vertrag bis zum Sommer 2025. Im Dezember 2024 wurde Sørensen entlassen.
Am 14. Januar 2025 übernahm Sørensen das Traineramt beim kanadischen Verein Vancouver Whitecaps.